# Frauen, die nicht lieben dürfen (1963)
Frauen, die nicht lieben dürfen (Originaltitel: The Caretakers) ist ein US-amerikanischer Spielfilm aus dem Jahr 1963 mit Robert Stack als Psychiater mit aufgeklärten Ideen im Kampf gegen Intoleranz und Bigotterie in einer geschlossenen Anstalt. Joan Crawford übernahm eine wichtige Nebenrolle als Oberschwester.

## Handlung
Lorna Medford erleidet nach dem Tod ihres einzigen Kindes einen Nervenzusammenbruch und wird in eine psychiatrische Anstalt eingewiesen. Der behandelnde Arzt, Dr. Donovan MacLeod, beschließt, Lorna trotz ihrer suizidalen Tendenzen in einer offenen Therapiegruppe zu behandeln. Andere Mitglieder der Gruppe sind unter anderem eine Nymphomanin, eine Schizophrene, eine psychopathische Mörderin, eine Demenzkranke und eine Pyromanin. Das Institut wird mit eiserner Hand von Lucretia Terry, der bigotten und hartherzigen Oberschwester, geführt, die das Vertrauen des willenlosen Direktors Dr. Jubal Harrington genießt. Jeden Tag reiben sich Dr. MacLeod und Lucretia, die die neuen Ideen von MacLeod als unnütz und gefährlich ansieht. Lucretia ist eine überzeugte Anhängerin von Schocktherapie, Einzelzellen, Wasserkuren und, wenn nötig, Lobotomien. Erst am Ende erkennt Lucretia, dass die Welt sich gewandelt hat und die innovative Herangehensweise von Dr. MacLeod für alle Beteiligten ein Segen ist.

## Hintergrund
Joan Crawford verabschiedete sich 1957 trotz einer Vielzahl von Angeboten von der Leinwand, um sich ganz den Belangen des Getränkekonzerns Pepsi zu widmen, nachdem sie 1955 dessen Aufsichtsratsvorsitzenden Alfred Steele geheiratet hatte. Als Steele überraschend 1959 verstarb, hinterließ er Crawford Schulden in Millionenhöhe. Die Schauspielerin war mehr oder weniger gezwungen, wieder Filmangebote anzunehmen, um die Verbindlichkeiten abzutragen. Ein Cameo-Auftritt in Alle meine Träume brachte ihr 1959 eine stattliche Gage und weitere Angebote. Unter der Vielzahl von Projekten entschied sich Crawford am Ende für die Zusammenarbeit mit Robert Aldrich und Bette Davis in Was geschah wirklich mit Baby Jane?. Die makabere Geschichte um zwei Schwestern, die in einer Hassbeziehung aneinander gekettet sind, brachte den Stars zwar eine Menge Geld ein, da sie prozentual an den Einspielergebnissen beteiligt waren. Der Erfolg erwies sich jedoch für beide Schauspielerinnen als trügerisch, da es in der Folgezeit nur noch Angebote für Auftritte in minderwertigen Filmen gab.
Frauen, die nicht lieben dürfen war ursprünglich als kritischer Kommentar zu den immer noch unhaltbaren Zuständen in staatlichen Einrichtungen zur Behandlung von psychisch Kranken konzipiert. Das Drehbuch orientierte sich dabei eng an dem Film Die Schlangengrube, der bereits 1948 ein ähnliches Sujet zum Thema hatte. Bei der Umsetzung konzentrierte sich Regisseur und Produzent Hall Bartlett statt auf ernsthafte Kritik lieber auf die Darstellung von verschiedenen seelischen Defekten und billige Schockeffekte. Joan Crawford war zunächst begeistert von ihrer Rolle. In der ursprünglichen Fassung nahm der Charakter der Lucretia Terry erheblich mehr Raum ein und sollte am Ende in einer dramatischen Szene selber dem Wahnsinn anheimfallen. Im Endschnitt fielen jedoch die meisten Auftritte von Crawford der Schere um Opfer.
Die Rolle des Dr. Jubal Harrington wird von Herbert Marshall gespielt, der 1941 neben Joan Crawford in When Ladies Meet aufgetreten war. Marshall war bereits sehr krank und Crawford nahm viel Rücksicht auf ihren ehemaligen Co-Star, um ihm die Dreharbeiten so angenehm wie möglich zu gestalten.

## Kinoauswertung
Mit Einnahmen in Höhe von 2.050.000 US-Dollar in den USA und weiteren 1.110.000 US-Dollar aus dem Ausland, war der Film mit einem kumulierten Einspielergebnis von 3.160.000 US-Dollar ein leidlicher Erfolg.

## Kritiken
Die Kritiker warfen dem Film Effekthascherei und falschen Pathos vor.
Time Magazine war nicht sehr angetan:

„Die Fans von Medizindramen wissen genau, das im Konflikt zwischen dem jungen und dem alten Arzt stets der junge Arzt die richtige Meinung vertritt […] Robert Stack, ein ernsthafter junger Doktor gerät über die Frage, wie Patienten in einer psychiatrischen Einrichtung zu behandeln sind, in Konflikt mit Joan Crawford, einer kalten, hartherzigen Oberschwester […] Nach einer Weile wird Schwester Crawfords Abscheu vor den Geschehnissen durchaus verständlich.“

Variety fand einen gewissen Widerspruch zwischen dem glamourösen Auftritt von Crawford und der Rolle einer verbitterten Pflegerin:

„Miss Crawford spielt ihre wenigen Szenen weniger als dass sie sich dafür zurechtmacht. Sie sieht dabei aus, als wäre sie geradewegs auf dem Weg zu einem Treffen des Pepsi-Aufsichtsrats.“

Bosley Crowther fand wie üblich kein gutes Wort für Joan Crawford in der New York Times:

„Insgesamt ist dieses Melodrama hohl, effekthascherisch und billig – die schlechte kommerzielle Ausbeutung eines sensiblen Themas. […] Alles was noch fehlt, ist der schwungvolle Abgang von Miss Crawford, die sich ihre Kleider zurechtzupft und murmelt "Verfluchte".“

## Auszeichnungen
Trotz der negativen Kritiken erhielt der Film einige Nominierungen.
Oscarverleihung 1964
- Nominierung: Beste Kamera (Schwarz/Weiß) – Lucien Ballard

Golden Globe
- Nominierung: Bester Film – Rubrik Drama
- Nominierung: Beste Regie – Hall Bartlett
- Nominierung: Beste Darstellerin – Polly Bergen